# Кялян, Гоар Петросовна
Гоар Петросовна Кялян (арм. Գոհար Պետրոսի Քյալյան; род. 1961, Ереван) — армянский учёный, врач-морфолог и управленец, доктор медицинских наук, профессор. Ректор Ереванского государственного медицинского университета (2006—2011).

## Биография
Родилась в 1961 году в Ереване. В 1983 году окончила лечебно-профилактический факультет Ереванского государственного медицинского института (сейчас Ереванский государственный медицинский университет, ЕГМУ). В 1989 году защитила кандидатскую диссертацию, а в 1993 году — докторскую диссертацию.
С 1983 года работает на кафедре нормальной анатомии ЕГМУ: в 1983-89 годах являлась ассистентом, в 1989-93 годах — доцентом, а с 1994 года — заведующей кафедрой. В 2006—2011 годах являлась ректором ЕГМУ. Была избрана единогласно, 32 голосами из 32.

## Семья
Состоит в браке с бизнесменом Самвелом Майрапетяном, владельцем телеканала «Армения 2». В 2023 году против Майрапетяна и его жены было заведено уголовное дело по обвинению в отмывании денег и легализации доходов, полученных преступным путём.

## Научная деятельность
Является автором более 50 научных статей. Под руководством Кялян защищены 6 кандидатских диссертаций.
Сфера научной деятельности — проблема микроциркуляции. По данным справочника «Армянские учёные-медики» за авторством А. П. Айрияна, Кялян «впервые изучена органоспецифика микроциркуляторного русла желчного пузыря и внепеченочных желчных протоков на основе авторского гистохимического метода импрегнации микрососудов; определены морфофункциональные особенности становления сосудистотканевых отношений в ряде органов и разработано повое направление изучения возрастной анатомии — анатомия развивающейся системы».